# Lijst van Britse thesauriers-generaal

## Thesauriers-generaal van het Verenigd Koninkrijk (1940-heden)
| Thesaurier-generaal Paymaster General   | Thesaurier-generaal Paymaster General | Thesaurier-generaal Paymaster General                       | Ambtstermijn                    | Ambtstermijn      | Partij             | Premier                       | Kabinet                     | Overige functie(s)                                 |
| --------------------------------------- | ------------------------------------- | ----------------------------------------------------------- | ------------------------------- | ----------------- | ------------------ | ----------------------------- | --------------------------- | -------------------------------------------------- |
|                                         | Robert Gascoyne-Cecil                 | Markies van Salisbury Robert Gascoyne- Cecil (1893–1972)    | 10 mei 1940                     | 3 oktober 1940    | Conservative Party | Winston Churchill (1951–1955) | Churchill I                 |                                                    |
| Vacant                                  |                                       |                                                             |                                 |                   |                    | Winston Churchill (1951–1955) | Churchill I                 |                                                    |
|                                         | Maurice Hankey                        | Baron Hankey Maurice Hankey (1877–1963)                     | 3 oktober 1940                  | 19 februari 1942  | Onafhankelijk      | Winston Churchill (1951–1955) | Churchill I                 | Kanselier van het Hertogdom Lancaster (1941–1942)  |
|                                         | William Jowitt                        | Sir William Jowitt (1885–1957)                              | 19 februari 1942                | 22 november 1942  | Labour Party       | Winston Churchill (1951–1955) | Churchill I                 |                                                    |
|                                         | Frederick Lindemann                   | Baron Cherwell Frederick Lindemann (1886–1957)              | 22 november 1942                | 26 juli 1945      | Conservative Party | Winston Churchill (1951–1955) | Churchill I                 |                                                    |
| Conservative Party                      | Frederick Lindemann                   | Baron Cherwell Frederick Lindemann (1886–1957)              | 22 november 1942                | 26 juli 1945      | Churchill II       | Winston Churchill (1951–1955) |                             |                                                    |
| Vacant                                  | Vacant                                | Vacant                                                      | Vacant                          | Vacant            | Vacant             | Clement Attlee (1945–1951)    | Attlee I                    |                                                    |
|                                         | Arthur Greenwood                      | Arthur Greenwood (1880–1954)                                | 10 juli 1946                    | 17 april 1947     | Labour Party       | Clement Attlee (1945–1951)    | Attlee I                    | Lord Privy Seal                                    |
|                                         |                                       | Hilary Marquand (1901–1972)                                 | 17 april 1947                   | 2 juli 1948       | Labour Party       | Clement Attlee (1945–1951)    | Attlee I                    |                                                    |
|                                         | Christopher Addison                   | Burggraaf Addison Christopher Addison (1869–1951)           | 2 juli 1948                     | 1 april 1949      | Labour Party       | Clement Attlee (1945–1951)    | Attlee I                    | Lord Privy Seal                                    |
| Leader of the House of Lords            | Christopher Addison                   | Burggraaf Addison Christopher Addison (1869–1951)           | 2 juli 1948                     | 1 april 1949      | Labour Party       | Clement Attlee (1945–1951)    | Attlee I                    |                                                    |
|                                         | Gordon Macdonald                      | Baron Macdonald van Gwaenysgor Gordon Macdonald (1888–1966) | 1 april 1949                    | 26 oktober 1951   | Labour Party       | Clement Attlee (1945–1951)    | Attlee I                    |                                                    |
| Attlee II                               | Gordon Macdonald                      | Baron Macdonald van Gwaenysgor Gordon Macdonald (1888–1966) | 1 april 1949                    | 26 oktober 1951   | Labour Party       | Clement Attlee (1945–1951)    |                             |                                                    |
|                                         | Frederick Lindemann                   | Baron Cherwell Frederick Lindemann (1886–1957)              | 26 oktober 1951                 | 11 november 1953  | Conservative Party | Winston Churchill (1951–1955) | Churchill III               |                                                    |
|                                         | George Douglas-Hamilton               | Graaf van Selkirk George Douglas- Hamilton (1904–1994)      | 11 november 1953                | 20 oktober 1955   | Conservative Party | Winston Churchill (1951–1955) | Churchill III               |                                                    |
| Anthony Eden (1955–1957)                | George Douglas-Hamilton               | Graaf van Selkirk George Douglas- Hamilton (1904–1994)      | 11 november 1953                | 20 oktober 1955   | Conservative Party | Eden                          |                             |                                                    |
| Anthony Eden (1955–1957)                | Vacant                                |                                                             |                                 |                   |                    | Eden                          |                             |                                                    |
| Anthony Eden (1955–1957)                |                                       | Walter Monckton                                             | Sir Walter Monckton (1891–1965) | 18 oktober 1956   | 10 januari 1957    | Eden                          | Conservative Party          |                                                    |
|                                         |                                       | Reginald Maudling (1917–1979)                               | 10 januari 1957                 | 14 oktober 1959   | Conservative Party | Harold Macmillan (1957–1963)  | Macmillan I                 |                                                    |
|                                         |                                       | Baron Mills Percy Mills (1890–1968)                         | 14 oktober 1959                 | 9 oktober 1961    | Conservative Party | Harold Macmillan (1957–1963)  | Macmillan II                |                                                    |
|                                         |                                       | Henry Brooke (1903–1984)                                    | 9 oktober 1961                  | 13 juli 1962      | Conservative Party | Harold Macmillan (1957–1963)  | Macmillan II                | Onderminister voor Financiën                       |
|                                         |                                       | John Boyd- Carpenter (1908–1998)                            | 13 juli 1962                    | 16 oktober 1964   | Conservative Party | Harold Macmillan (1957–1963)  | Macmillan II                | Onderminister voor Financiën                       |
| Alec Douglas-Home (1963–1964)           | Douglas-Home                          | John Boyd- Carpenter (1908–1998)                            | 13 juli 1962                    | 16 oktober 1964   | Conservative Party |                               |                             | Onderminister voor Financiën                       |
|                                         |                                       | George Wigg (1900–1983)                                     | 16 oktober 1964                 | 12 november 1967  | Labour Party       | Harold Wilson (1964–1970)     | Wilson I                    |                                                    |
| Wilson II                               |                                       | George Wigg (1900–1983)                                     | 16 oktober 1964                 | 12 november 1967  | Labour Party       | Harold Wilson (1964–1970)     |                             |                                                    |
| Vacant                                  |                                       |                                                             |                                 |                   |                    | Harold Wilson (1964–1970)     |                             |                                                    |
|                                         |                                       | Baron Shackleton Edward Shackleton (1911–1994)              | 6 april 1968                    | 1 november 1968   | Labour Party       | Harold Wilson (1964–1970)     |                             |                                                    |
|                                         |                                       | Judith Hart (1924–1991)                                     | 1 november 1968                 | 6 oktober 1969    | Labour Party       | Harold Wilson (1964–1970)     |                             |                                                    |
|                                         |                                       | Harold Lever (1914–1995)                                    | 6 oktober 1969                  | 19 juni 1970      | Labour Party       | Harold Wilson (1964–1970)     |                             |                                                    |
|                                         |                                       | Burggraaf Eccles David Eccles (1904–1999)                   | 19 juni 1970                    | 5 juni 1973       | Conservative Party | Edward Heath (1970–1974)      | Heath                       | Minister voor Cultuur                              |
|                                         |                                       | Maurice Macmillan (1921–1984)                               | 5 juni 1973                     | 4 maart 1974      | Conservative Party | Edward Heath (1970–1974)      | Heath                       |                                                    |
|                                         |                                       | Edmund Dell (1921–1999)                                     | 4 maart 1974                    | 5 april 1976      | Labour Party       | Harold Wilson (1974–1976)     | Wilson III                  |                                                    |
|                                         | Shirley Williams                      | Shirley Williams (1930–2021)                                | 5 april 1976                    | 4 mei 1979        | Labour Party       | James Callaghan (1976–1979)   | Callaghan                   | Minister van Begroting en Consumentenbeleid (1976) |
| Minister van Onderwijs (1976–1979)      | Shirley Williams                      | Shirley Williams (1930–2021)                                | 5 april 1976                    | 4 mei 1979        | Labour Party       | James Callaghan (1976–1979)   | Callaghan                   |                                                    |
|                                         |                                       | Angus Maude (1913–1993)                                     | 4 mei 1979                      | 5 januari 1981    | Conservative Party | Margaret Thatcher (1979–1990) | Thatcher I                  |                                                    |
|                                         | Francis Pym                           | Francis Pym (1922–2008)                                     | 5 januari 1981                  | 14 september 1981 | Conservative Party | Margaret Thatcher (1979–1990) | Thatcher I                  | Leader of the House of Commons                     |
| Kanselier van het Hertogdom Lancaster   | Francis Pym                           | Francis Pym (1922–2008)                                     | 5 januari 1981                  | 14 september 1981 | Conservative Party | Margaret Thatcher (1979–1990) | Thatcher I                  |                                                    |
|                                         |                                       | Cecil Parkinson (1931–2016)                                 | 14 september 1981               | 11 juni 1983      | Conservative Party | Margaret Thatcher (1979–1990) | Thatcher I                  | Kanselier van het Hertogdom Lancaster              |
|                                         | John Gummer                           | John Gummer (1939)                                          | 11 juni 1983                    | 2 september 1985  | Conservative Party | Margaret Thatcher (1979–1990) | Thatcher II                 |                                                    |
|                                         | Kenneth Clarke                        | Kenneth Clarke (1940)                                       | 2 september 1985                | 13 juni 1987      | Conservative Party | Margaret Thatcher (1979–1990) | Thatcher II                 | Onderminister voor Arbeid                          |
|                                         |                                       | Peter Brooke (1934)                                         | 13 juni 1987                    | 24 juli 1989      | Conservative Party | Margaret Thatcher (1979–1990) | Thatcher III                |                                                    |
|                                         | Malcolm Sinclair                      | Graaf van Caithness Malcolm Sinclair (1948)                 | 24 juli 1989                    | 14 juli 1990      | Conservative Party | Margaret Thatcher (1979–1990) | Thatcher III                |                                                    |
|                                         | Richard Ryder                         | Richard Ryder (1949)                                        | 14 juli 1990                    | 28 november 1990  | Conservative Party | Margaret Thatcher (1979–1990) | Thatcher III                |                                                    |
|                                         |                                       | Baron Belstead John Ganzoni (1932–2005)                     | 28 november 1990                | 10 april 1992     | Conservative Party | John Major (1990–1997)        | Major I                     | Onderminister voor Noord-Ierland                   |
|                                         | John Cope                             | Sir John Cope (1937)                                        | 10 april 1992                   | 20 juli 1994      | Conservative Party | John Major (1990–1997)        | Major II                    |                                                    |
|                                         | David Heathcoat-Amory                 | David Heathcoat- Amory (1949)                               | 20 juli 1994                    | 20 juli 1996      | Conservative Party | John Major (1990–1997)        | Major II                    |                                                    |
|                                         | David Willetts                        | David Willetts (1956)                                       | 20 juli 1996                    | 22 november 1996  | Conservative Party | John Major (1990–1997)        | Major II                    |                                                    |
|                                         | Michael Bates                         | Michael Bates (1961)                                        | 22 november 1996                | 2 mei 1997        | Conservative Party | John Major (1990–1997)        | Major II                    |                                                    |
|                                         | Geoffrey Robinson                     | Geoffrey Robinson (1938)                                    | 2 mei 1998                      | 23 december 1998  | Labour Party       | Tony Blair (1997–2007)        | Blair I                     |                                                    |
| Vacant                                  |                                       |                                                             |                                 |                   |                    | Tony Blair (1997–2007)        | Blair I                     |                                                    |
|                                         | Dawn Primarolo                        | Dawn Primarolo (1954)                                       | 4 januari 1999                  | 27 juni 2007      | Labour Party       | Tony Blair (1997–2007)        | Blair I                     |                                                    |
| Blair II                                | Dawn Primarolo                        | Dawn Primarolo (1954)                                       | 4 januari 1999                  | 27 juni 2007      | Labour Party       | Tony Blair (1997–2007)        |                             |                                                    |
| Blair III                               | Dawn Primarolo                        | Dawn Primarolo (1954)                                       | 4 januari 1999                  | 27 juni 2007      | Labour Party       | Tony Blair (1997–2007)        |                             |                                                    |
|                                         | Tessa Jowell                          | Tessa Jowell (1947–2018)                                    | 27 juni 2007                    | 11 mei 2010       | Labour Party       | Gordon Brown (2007–2010)      | Brown                       | Minister voor Olympische Zaken                     |
| Minister voor Kabinetszaken (2009–2010) | Tessa Jowell                          | Tessa Jowell (1947–2018)                                    | 27 juni 2007                    | 11 mei 2010       | Labour Party       | Gordon Brown (2007–2010)      | Brown                       |                                                    |
|                                         | Francis Maude                         | Francis Maude (1953)                                        | 11 mei 2010                     | 9 mei 2015        | Conservative Party | David Cameron (2010–2016)     | Cameron I                   | Minister voor Kabinetszaken                        |
|                                         | Matt Hancock                          | Matt Hancock (1976)                                         | 9 mei 2015                      | 13 juli 2016      | Conservative Party | David Cameron (2010–2016)     | Cameron II                  | Minister voor Kabinetszaken                        |
|                                         | Ben Gummer                            | Ben Gummer (1978)                                           | 13 juli 2016                    | 11 juni 2017      | Conservative Party | Theresa May (2016–2019)       | May I                       | Minister voor Kabinetszaken                        |
|                                         | Mel Stride                            | Mel Stride (1961)                                           | 11 juni 2017                    | 23 mei 2019       | Conservative Party | Theresa May (2016–2019)       | May II                      | Staatssecretaris voor Financiën                    |
|                                         | Jesse Norman                          | Jesse Norman (1962)                                         | 23 mei 2019                     | 24 juli 2019      | Conservative Party | Theresa May (2016–2019)       | May II                      | Staatssecretaris voor Financiën                    |
|                                         | Oliver Dowden                         | Oliver Dowden (1978)                                        | 24 juli 2019                    | 13 februari 2020  | Conservative Party | Boris Johnson (2019–2022)     | Johnson I                   | Minister voor Kabinetszaken                        |
| Johnson II                              | Oliver Dowden                         | Oliver Dowden (1978)                                        | 24 juli 2019                    | 13 februari 2020  | Conservative Party | Boris Johnson (2019–2022)     |                             | Minister voor Kabinetszaken                        |
|                                         | Penny Mordaunt                        | Penny Mordaunt (1973)                                       | 13 februari 2020                | 16 september 2021 | Conservative Party | Boris Johnson (2019–2022)     |                             |                                                    |
|                                         | Michael Ellis                         | Michael Ellis (1967)                                        | 16 september 2021               | 6 september 2022  | Conservative Party | Boris Johnson (2019–2022)     | Minister voor Kabinetszaken |                                                    |
|                                         | Edward Argar                          | Edward Argar (1977)                                         | 6 september 2022                | 25 oktober 2022   | Conservative Party | Liz Truss (2022)              | Truss                       | Minister voor Kabinetszaken                        |
|                                         | Jeremy Quin                           | Jeremy Quin (1968)                                          | 25 oktober 2022                 | 13 november 2023  | Conservative Party | Rishi Sunak (2022-2024)       | Sunak                       | Minister voor Kabinetszaken                        |
|                                         | John Glen                             | John Glen (1974)                                            | 13 november 2023                | 5 juli 2024       | Conservative Party | Rishi Sunak (2022-2024)       | Sunak                       | Minister voor Kabinetszaken                        |
|                                         | Nick Thomas-Symonds                   | Nick Thomas-Symonds (1980)                                  | 8 juli 2024                     | heden             | Labour Party       | Keir Starmer (2024-heden)     | Starmer                     | Minister voor Kabinetszaken                        |